# Walter Taibo
Wálter Taibo Martínez (født 7. marts 1931, død 10. januar 2021) var en uruguayansk fodboldspiller (målmand).
Taibo spillede i perioden 1955-1966 30 kampe for det uruguayanske landshold. Han var en del af landets trup til VM 1966 i England, men var dog ikke på banen i turneringen, hvor han var reserve for førstevalget Ladislao Mazurkiewicz.
På klubplan spillede Taibo blandt andet for Montevideo-storklubberne Nacional og Peñarol, ligesom han havde et udlandsophold i Argentina hos Huracán.